# Snina
Snina este un oraș din Slovacia. Localitatea se află la altitudinea de 216 m deasupra n.m., se întinde pe o suprafață de 58,61 km2 și în 2017 număra 19 855 de locuitori.

## Istoric
Cele mai vechi înregistrări scrise despre Snina datează din 1317. Snina ca un oppidum (oraș mic) este menționată în porturi ("porta" înseamnă poarta într-o curte) începând din 1585. În 1598 a fost făcut primul recensământ de case și acolo au fost 75 de case în oraș la acel moment. Între 1570 și 1630, este evident din registrele portuare că Snina era sediul regiunii krajňa sau al cartierului administrativ al satelor din jur. În 1646 Snina a fost numită "Szinna Varossa" și mai târziu "Civitas Szinna" în arhive. În 1785 Snina avea 195 de case și 1.430 de locuitori.
Conducătorii orașului din 1321 până în 1684 au fost din familia Drugeth, care a venit din Salerno lângă Napoli. Mai târziu, proprietarul lordului Snina era Terézia van Dernáthová, nepoata lui Žigmung Drugeth. După moartea ei în 1799, cei cinci fii ai ei au vândut toată proprietatea unui om de afaceri din Gemer pe nume Jozef Rholl. Copiii săi au dezvoltat regiunea până în 1857. Au construit o fierărie și oțel în valea Jozefului în 1809.
Începând cu anul 1839, în Snina a avut loc o piață tradițională de patru ori pe an, care a ajutat la dezvoltarea afacerilor și comerțului. O turnătorie de fier a fost construită în valea Jozefului în 1841. O statuie bine-cunoscută a lui Hercule a fost așezată lângă conacul Snina și este emblema Sninei până în ziua de astăzi. În timpul unui declin al afacerilor în 1873, lucrările de fier și oțel au dispărut complet, astfel încât viața pentru cetățenii din Snina și vecinătatea sa sa înrăutățit rapid, iar migrația pe scară largă a început. Ei și-au părăsit locuințele și s-au dus în Statele Unite, Canada și Europa de Vest.
În 1876 Snina a fost o reședință a celei de-a zecea regiuni a zonei Zemplín. Biserica clasică romano-catolică din 1751 a fost modificată la începutul secolului al XIX-lea. O calvar clasicistă din cimitir datează din 1847 și prezintă Capela Fecioarei Maria. Există un conac din 1800 în oraș situat într-un parc istoric planificat, care este din secolul al XIX-lea. În curtea conacului se află o fântână publică cu o statuie bine cunoscută a lui Hercule din 1841. În parcul bisericii se găsesc monumente din al doilea război mondial. Există și două cimitire militare din primul război mondial lângă oraș (Giglov are 130 de morminte de soldați și Brehy are 153).
La 1 mai 1949 a început construcția întreprinderii Vihorlat, iar producția a început la 15 iulie 1951. Construcția și extinderea întreprinderii, care vizează producția de inginerie medie greu, a creat noi oportunități de angajare în organizațiile de construcții, servicii și comerț .
Odată cu dezvoltarea industriei și a serviciilor, au fost dezvoltate locuințe. S-au construit locuințe și case noi. Cel mai mare număr de apartamente și case de familie au fost construite aici între 1975 și 1990 pentru familiile strămutate de la construirea rezervorului de la Starina, când locuitorii a șapte sate trebuiau să fie mutați.

## Demografie
| An:                | 1994   | 2004   | 2014   | 2024    |
| ------------------ | ------ | ------ | ------ | ------- |
| Număr de persoane: | 20.603 | 21.328 | 20.294 | 17.879  |
| Diferență:         |        | +3,51% | −4,84% | −11,90% |

| An:                | 2023   | 2024   |
| ------------------ | ------ | ------ |
| Număr de persoane: | 18.101 | 17.879 |
| Diferență:         |        | −1,22% |

Conform recensământului din 2001, orașul avea 21.235 de locuitori. 86,78% dintre locuitori erau slovaci, 5,84% rusieni, 2,51% ucraineni, 1,86% romi si 0,58% cehi. Marca religioasă a fost de 56,03% romano-catolici, 19,21% greco-catolici, 13,59% ortodocși, 5,90% oameni fără afiliere religioasă și 0,30% luterani.

## Împrejurimi
Sninský kameň (1005 m), cel mai vizitat munte al lanțului de munte Vihorlat, este situat la 5 km (3.11 mi) de la Snina. Este o formațiune naturală protejată care domină linia sudică a cerului. Această formațiune de rocă este formată din două blocuri andezite. Împrejurimile din apropiere abundă în flora endemică rară. Traseele marcate de la Snina duc spre partea de sus.
Morské oko este un lac situat în Munții Vihorlat, în estul Slovaciei.
Frumoasele biserici din lemn pot fi găsite în câteva sate din regiunea Snina: Ruský Potok, Uličské Krivé, Kalná Roztoka, Topoľa și Hrabová Roztoka.
Un teleschi în Parihuzovce este la 14 km (8.70 mi) de Snina.
Pe Muntele Magurica există un turn de difuzare non-standard. Este un turn de zăpadă cu o înălțime de 104 metri, cu secțiune transversală hexagonală.

## Personalități născute aici
- Arnošt Rosin (1913 - 1999), supraviețuitor al Lagărului de concentrare Auschwitz.